# Miss Saigon
A Miss Saigon egy amerikai musical, amelynek alapja a vietnámi háború volt. Magyarországon először 1994-ben mutatták be.

## Történet
- Első felvonás

1975. április; egy vietnámi klub, Dreamland. A 17 éves Kim itt próbál meg új életet kezdeni, mint táncoslány. A bárt egy félig francia, félig vietnámi férfi üzemeltetni, neve Professzor. Eközben a bárban dolgozó lányok készülnek a Miss Saigon választásra. Az amerikai katonák megérkeznek a bárba, élükön Chris Scott-tal, egy fiatal őrmesterrel és jóbarátjával, John Thomassal. A lányok mind azért harcolnak, hogy a jobb élet reményében az egyik katonával az Államokba költözhessenek. John kivesz egy szobát Chris-nek és ágyasának, Kimnek. Chris megpróbálja rávenni Kimet némi pénz segítségével, hogy hagyja el a klubot, de ő nem akar menni. Az éjszaka alatt aztán a két fiatal egymásba szeret. Amikor Kim felébred, Chris ismét megpróbálja rávenni, hogy menjen el, de a lány ismét nemet mond. Chris elmeséli Johnnak az éjszakát, ám John figyelmezteti, hogy a Vietkongok közelednek. Chris megpróbál megegyezni a Professzorral, hogy adja el neki a lányt, de ő csak egy amerikai vízumért cserébe hajlandó megválni Kimtől. A bár lányai eközben egy esküvői szertartást szerveznek a két fiatalnak, ahol is a Miss Saigon-díj nyertese (Gigi) hivatalosan is átadja a címet Kimnek. Kim unokatestvére, Thuy is megérkezik, aki népőrmesteri rangot szerzett magának, majd fegyverrel fenyegeti meg Chris-t, hogy hagyja el a lányt. 3 évvel később az ország újraegyesítését utcai felvonulással ünneplik a vietnámiak, amikor Thuy parancsba adja, hogy kerítsék elő a Professzort. Megbízza őt, hogy kerítse elő Kimet. Kim eközben még mindig szerelmes Chris-be, és még mindig abban a tudatban él, hogy egyszer majd visszajön érte, hogy megmentse. Eközben Chris összeházasodott barátnőjével, Ellennel, ám egy éjszaka a hitvesi ágyban álom közben Kim nevét suttogja. A professzor időközben megtalálja Kimet és Thuy elé viszi, ám hogy mentse magát, megmutatja Tamet, a 3 éves fiát. Thuy késsel indul Tam felé, ám Kim felkapja fegyverét, és lelövi. Kim a Professzorhoz szalad, hogy elmondja, mit tett. Ő támogatásáról biztosítja Kimet, és önkényesen kinevezi magát a fiú nagybácsijának: a fiúra úgy gondol, mint a belépőjére az Államokba. Kim, Tam és a Professzor Bangkokba menekülnek.
- Második felvonás

Atlantában John egy nemzetközi szervezetben tevékenykedik, amely fő tevékenységi köre, hogy kimenekítse a háború alatt született gyerekeket (bụi đời). John elmondja Chris-nek, hogy Kim él és jelenleg Bangkokban tartózkodik. Chris mindent elmond Kimmel kapcsolatban Ellennek. Bangkokban a Professzor jól megtanult mesterségét folytatja tovább, egy menő bár vezetőjeként, ahol Kim is dolgozik. John, Chris és Ellen a Távol-Keletre utaznak, és John megtalálja Kimet, majd elmondja neki, hogy Chris Bangkokban van. Megpróbálja neki elmondani, hogy időközben Chris megházasodott, de Kim ezt nem engedi. Látva Kim örömét, hogy van remény az Amerikába való utazásra, megígéri a lánynak, hogy elhozza Chris-t. Kim, Johnra és Chris-re várva éjjel álmában visszaemlékezik a napra amikor Chris-t és őt elszakította a sors. Az álomban a Vietkongok közelednek Saigon felé, egyre inkább a káosz lesz úrrá a városon. Chris felhívja a nagykövetet, hogy magával vihesse Kimet, ám az idő előtt elmenekült. Sürgöny érkezik Washingtonból, hogy az amerikai katonáknak azonnal el kell hagyniuk a területet, több helikoptert küldtek értük. Kim eközben elérkezik a nagykövetséget védő kordonhoz; Kim Chris-t, Chris pedig Kim nevét skandálja, de végül nem találnak egymásra. Eközben megérkezik a helikopter, Chris és John pedig elhagyja Saigont.
1978, Bangkok. Kim megkapja Chris bangkoki hotelcímét a Professzortól, és rögtön oda is megy, hogy meglátogassa őt. A hotelszobába érve Chris helyett csak a feleségét, Ellent találja otthon, ahol vallomások sorozata kezdődik el. Kim könnyes szemekkel Ellenhez vágja, hogy Chris-nek személyesen kell döntenie kettejük közt, és mondja a szemébe, ha nem akarja a fiát. Chris és John elmennek a bárba, ám Kimet nem találják ott. Visszamennek a hotelszobába, ahol Ellen mindent elmond a Kimmel való találkozásról, és külön kiemeli, hogy Kim látni akarja őt. Ultimátumot ad neki: vagy Kim, vagy ő. Chris tervei szerint amerikai iskolába járatják majd Tamet, azonban John figyelmezteti, hogy Kim nem fog örülni annak, ha Tam Thaiföldön marad. Kim elmondja Tamnek, hogy megjött az apja, és mehetnek Amerikába, illetve hogy ő nem mehet vele, de mindig vele lesz lélekben. Miközben Tam kiszalad Chris-hez, Kim előveszi a Chris-től kapott fegyvert és öngyilkos lesz. Chris berohan és a karjaiba fogja Kimet, miközben tettének okáról kérdezi a lányt. Chris és Kim még egy utolsó csókot váltanak, majd a lány meghal.

### Betétdalok
1. Nyitány
2. Saigonban tüzes az éj
3. A lelkem moziján
4. Istenem, miért
5. Napfény, holdfény
6. Esküvő
7. Szóló szaxofon
8. Saigon eleste
9. Még mindig hiszem
10. Vissza a városba
11. Ágyban ér a halál
12. Én érted adnám életem
13. Bụi đời
14. Bangkok
15. Rémálom
16. Most már hogy láttam
17. Amerikai álom
18. Kim halála

## Bemutatók
- Egyesült Királyság, London: 1989. szeptember 20.
- Egyesült Államok, Broadway: 1991. április 11.
- Németország, Stuttgart: 1994. december 2.
- Kanada, Toronto: 1994. december 19.
- Magyarország, Budapest: 1994, 2011
- Magyarország, Győr: 2004
- Brazília: 2007
- Norvégia: 2009
- Hollandia, Utrecht: 2011
- Új-Zéland: 2011

## Szereposztás
- Kim: Vietnámi fiatal hölgy. A megélhetésért cserébe egy futtatóhoz szegődik, hogy testéből éljen. Később összeismerkedik Chris-szel, majd közös gyermekük anyja lesz. Lelövi a népőrmestert, majd a végén a lelki terhek súlya alatt összeomlik és öngyilkos lesz.
- Professzor: Helyi üzletember, aki fiatal lányok futtatásából próbál meg élni. Minden álma, hogy vízumot kapjon az Államokba, és ezért mindent képes megtenni. A darab vége felé Kim és Chris közös gyermekének önkényesen kijelölt nagybácsija lesz.
- Chris: amerikai őrmester, aki a fronton szolgál. Egyszer egy go-go bárba tévedve ismerkedik meg Kimmel, akibe az első éjszaka után beleszeret. A bürokrácia jóvoltából nem vihet magával kedvesét haza, ezért otthon összeházasodik Ellennel, majd 3 év múlva visszalátogat Saigonba, hogy magához vegye időközben megszületett gyermekét.
- John: Chris jóbarátja, szintén a seregben szolgál. Mindent elkövet azért, hogy barátja gondjai rendeződjenek.
- Thuy: Vietnámi népőrmester, aki mindent elkövet, hogy Kim ne árulja el hazáját. Végül gyilkosság áldozata lesz.
- Gigi: Sztriptíztáncos, a Miss Saigon-díj nyertese.
- Tam: Chris és Kim közös gyermeke.
- Tulajdonos: A Professzor bárjának tulajdonosa.
- Schultz: Az amerikai hadseregben magas rangú tiszt, Chris felettese.

### Eredeti
- Kim – Lea Salonga
- Professzor – Jonathan Pryce
- Chris – Willy Falk
- John – Hinton Battle
- Ellen – Liz Callaway
- Thuy – Barry K. Bernal
- Gigi – Marina Chapa
- Tam – Brian R. Baldomero/Philip Lyle Kong

### Magyarország
- Kim – Bíró Eszter, Szinetár Dóra, Csonka Tünde
- Professzor – Kaszás Attila
- Chris – Csengeri Attila, Dolhai Attila
- John – Sasvári Sándor
- Ellen – Sáfár Mónika, Balogh Anna, Udvarias Anna, Ullmann Zsuzsa
- Thuy – Lengyel Gábor
- Gigi – Csengeri Ottilia

2011 Budapesti Operettszínház
- Kim - Vágó Zsuzsi, Dancs Annamari
- Professzor - Szabó P. Szilveszter, Mészáros Árpád Zsolt
- Chris - Dolhai Attila
- John - Feke Pál
- Ellen - Vágó Bernadett, Bordás Barbara
- Thuy - Kerényi Miklós Máté
- Gigi - Csengeri Ottilia, Vörös Edit

## Érdekességek
Az 1989/1990-es évadban Londonban megkapta az év legjobb musicale díjat. 1991-ben az év musicalének választották. A Broadway-n egy év alatt 24 millió dollár bevételt hozott, a legolcsóbb eladott jegy pedig 100 dollár volt.
| Év   | Díj                  | Kategória                             | Jelölt                                                        | Eredmény |
| ---- | -------------------- | ------------------------------------- | ------------------------------------------------------------- | -------- |
| 1989 | Laurence Olivier-díj | Legjobb musical                       | Legjobb musical                                               | Jelölve  |
| 1989 | Laurence Olivier-díj | Legjobb musical szereplő              | Jonathan Pryce                                                | Elnyerte |
| 1989 | Laurence Olivier-díj | Legjobb női musical szereplő          | Lea Salonga                                                   | Elnyerte |
| 1989 | Laurence Olivier-díj | Legjobb rendezés                      | Nicholas Hytner                                               | Jelölve  |
| 1991 | Tony-díj             | Legjobb musical                       | Legjobb musical                                               | Jelölve  |
| 1991 | Tony-díj             | Legjobb forgatókönyv: musical         | Claude-Michel Schönberg és Alain Boublil                      | Jelölve  |
| 1991 | Tony-díj             | Legjobb eredeti filmzene              | Claude-Michel Schönberg, Alain Boublil és Richard Maltby, Jr. | Jelölve  |
| 1991 | Tony-díj             | Legjobb főszereplői alakítás: musical | Jonathan Pryce                                                | Elnyerte |
| 1991 | Tony-díj             | Legjobb főszereplői alakítás: musical | Lea Salonga                                                   | Elnyerte |
| 1991 | Tony-díj             | Legjobb kiemelt színész: musical      | Hinton Battle                                                 | Elnyerte |
| 1991 | Tony-díj             | Legjobb kiemelt színész: musical      | Willy Falk                                                    | Jelölve  |
| 1991 | Tony-díj             | Legjobb koreográfus                   | Bob Avian                                                     | Jelölve  |
| 1991 | Tony-díj             | Legjobb musical rendezés              | Nicholas Hytner                                               | Jelölve  |
| 1991 | Tony-díj             | Legjobb designer                      | John Napier                                                   | Jelölve  |
| 1991 | Tony-díj             | Legjobb világosító                    | David Hersey                                                  | Jelölve  |
| 1991 | Drama Desk Award     | Kiváló musical színész                | Jonathan Pryce                                                | Elnyerte |
| 1991 | Drama Desk Award     | Kiváló musical alakítás               | Lea Salonga                                                   | Elnyerte |
| 1991 | Drama Desk Award     | Kiváló hangszerelés                   | William David Brohn                                           | Elnyerte |
| 1991 | Drama Desk Award     | Kiváló világosítás                    | David Hersey                                                  | Elnyerte |
| 1991 | Theatre World Award  | Theatre World Award                   | Lea Salonga                                                   | Elnyerte |

## Fordítás
- Ez a szócikk részben vagy egészben  a   Miss Saigon című angol Wikipédia-szócikk ezen változatának fordításán alapul.  Az eredeti cikk szerkesztőit annak laptörténete sorolja fel. Ez a jelzés csupán a megfogalmazás eredetét és a szerzői jogokat jelzi, nem szolgál a cikkben szereplő információk forrásmegjelöléseként.